# Rendsborg Højbro
Rendsborg Højbro (tysk: Rendsburger Hochbrücke) er en 2.486 m lang jernbanebro i det nordlige Tyskland udført i stål, der fører over Kielerkanalen ved Rendsborg, Slesvig-Holsten. Broen opførtes i årene 1911 til 1913 efter et design af Friedrich Voss. Under broen fragtede en hængefærge trafikanter gratis over kanalen − betalt af den tyske stat. På grund af påsejling i 2016 er den nu nedtaget og bygningen af en helt ny hængefærge er påbegyndt.  Den 4. marts 2022 togs den nye hængefærge i brug.